# Vodîcikî, Bilohirea
Vodîcikî (în ucraineană Водички) este un sat în comuna Sușivți din raionul Bilohirea, regiunea Hmelnîțkîi, Ucraina.

## Demografie
Componența lingvistică a localității Vodîcikî
     Ucraineană (99,32%)
     Alte limbi (0,68%)
Conform recensământului din 2001, majoritatea populației localității Vodîcikî era vorbitoare de ucraineană (99,32%), existând în minoritate și vorbitori de alte limbi.